# Football Club Legnano 1929-1930
Questa pagina raccoglie i dati riguardanti il Football Club Legnano nelle competizioni ufficiali della stagione 1929-1930.

## Stagione

Giorgio Cidri, al Legnano dal 1929 al 1931

La stagione è segnata dall'addio definitivo del presidente Antonio Bernocchi, che lascia spazio ad comitato di reggenza formato da Giuseppe Mario Perozzi, Mario Raimondi e Riccardo Pezzoni. Questi ultimi decidono di affidare la panchina del Legnano a Luigi Barbesino, che giocò nei lilla come centrocampista nella stagione 1917-1918. Per quanto riguarda il calciomercato, la nuova dirigenza decide di cedere i centrocampisti Mario Comi e Gaspare Landoni e l'attaccante Italo Rossi, mentre sul fronte arrivi sono acquistati, tra gli altri, gli attaccanti Giorgio Agostinelli, Giorgio Cidri, Eduardo Gino Gabba e Antonio Silgich.
I lilla disputano la stagione 1929-1930 in Serie B, cioè nella prima edizione del campionato cadetto organizzato a girone unico. La prima parte del campionato è caratterizzata da un andamento altalenante, che fa raggiungere al Legnano, alla fine del girone di andata, il sesto posto. Al giro di boa i lilla inanellano una lunga serie positiva che li proietta al secondo posto. La stagione si conclude con i lilla al secondo posto a 46 punti, a tre lunghezze dal Casale capolista: il Legnano è quindi promosso in Serie A.

## Divise
| Casa |

## Organigramma societario
Area direttiva
- Presidente: -
- Comitato di reggenza: Giuseppe Mario Perozzi, Mario Raimondi e Riccardo Pezzoni.

Area tecnica
- Allenatore: Luigi Barbesino

## Rosa
| N. |                   | Ruolo | Calciatore          |
| -- | ----------------- | ----- | ------------------- |
|    | Italia (bandiera) | A     | Giorgio Agostinelli |
|    | Italia (bandiera) | A     | Stefano Aigotti     |
|    | Italia (bandiera) | A     | Tullio Aliatis      |
|    | Italia (bandiera) | D     | Giovanni Bellardi   |
|    | Italia (bandiera) | C     | Giuseppe Bigogno    |
|    | Italia (bandiera) | A     | Eraldo Canavesi     |
|    | Italia (bandiera) | C     | Carlo Canziani      |
|    | Italia (bandiera) | A     | Giorgio Cidri       |
|    | Italia (bandiera) | C     | Piero Crespi        |
|    | Italia (bandiera) | P     | Mario Ferrario      |

| N. |                   | Ruolo | Calciatore         |
| -- | ----------------- | ----- | ------------------ |
|    | Italia (bandiera) | A     | Eduardo Gino Gabba |
|    | Italia (bandiera) | C     | Attilio Gerola     |
|    | Italia (bandiera) | A     | Giancarlo Ottolina |
|    | Italia (bandiera) | D     | Elio Pagani        |
|    | Italia (bandiera) | A     | Vittorio Rizzi     |
|    | Italia (bandiera) | P     | Angelo Rotondi     |
|    | Italia (bandiera) | A     | Antonio Severi     |
|    | Italia (bandiera) | A     | Antonio Silgich    |
|    | Italia (bandiera) | D     | Pasquale Viganò    |
|    | Italia (bandiera) | C     | Giuseppe Vignati   |

## Risultati

### Serie B

#### Girone d'andata
| Arbitro: | Asei (Vercelli) |

|  |           |                                 |
|  | Marcatori | 57’ Aliatis 66’ Rizzi 88’ Gabba |

| Arbitro: | Guarnieri (Milano) |

|                                 |           |           |
| Rizzi 65’ Cidri 80’ Aigotti 82’ | Marcatori | 19’ Engel |

| Arbitro: | Ferro (Milano) |

|                                                 |           |  |
| Mariani 24’, 33’ Checco 75’ (rig.) A. Galli 88’ | Marcatori |  |

| Arbitro: | Bonello (Venezia) |

|  |           |             |
|  | Marcatori | 35’ Gardini |

| Venezia 3 novembre 1929 5ª giornata | Venezia        | 0 – 0 | Legnano | Stadio Pierluigi Penzo\| Arbitro: \| Sani (Ferrara) \| |
| Arbitro:                            | Sani (Ferrara) |       |         |                                                        |

| Arbitro: | Garbieri (Genova) |

|                                                                  |           |                            |
| Cuttin 38’ (rig.) Gelada 40’ G. Mazzoni 60’ C. Miliotti 73’, 75’ | Marcatori | 14’ Gabba 24’ (aut.) Pesce |

| Arbitro: | Quilleri (Brescia) |

|                   |           |               |
| Tomich 20’ (aut.) | Marcatori | 37’ Recalcati |

| Arbitro: | Galassi (Torino) |

|                                               |           |             |
| S. Finotto 48’ Comello 53’ Guglielminotti 90’ | Marcatori | 81’ Aigotti |

| Arbitro: | Beretta (Novi Ligure) |

|             |           |            |
| Aliatis 30’ | Marcatori | 16’ Buschi |

| La Spezia 15 dicembre 1929 10ª giornata | Spezia               | 0 – 0 | Legnano | Stadio Alberto Picco\| Arbitro: \| Mastellari (Bologna) \| |
| Arbitro:                                | Mastellari (Bologna) |       |         |                                                            |

| Pistoia 22 dicembre 1929 11ª giornata | Pistoiese    | 0 – 0 | Legnano | Stadio Monteoliveto\| Arbitro: \| Sassi (Roma) \| |
| Arbitro:                              | Sassi (Roma) |       |         |                                                   |

| Arbitro: | Brighenti (Trento) |

|                                                   |           |                         |
| Rizzi 12’ Ottolina 15’ Aliatis 20’, 32’ Gabba 72’ | Marcatori | 22’ (rig.) Spadavecchia |

| Arbitro: | Brunelli (Bologna) |

|                             |           |                     |
| De Biasi 60’ R. Zanolla 65’ | Marcatori | 45’ Gabba 50’ Cidri |

| Arbitro: | Garbieri (Genova) |

|                          |           |                     |
| Canavesi 30’ Aliatis 45’ | Marcatori | 60’ (aut.) Bellardi |

| Arbitro: | Turriti (Firenze) |

|                        |           |            |
| Patuzzi 4’ Facchin 20’ | Marcatori | 1’ Aliatis |

| Arbitro: | Bo (Genova) |

|                                     |           |  |
| Gerola 20’ Ottolina 38’ Aliatis 68’ | Marcatori |  |

| Arbitro: | Lerni (Torino) |

|                                                    |           |            |
| Aliatis 21’ Agostinelli 24’ Rizzi 65’ Ottolina 86’ | Marcatori | 27’ Pescia |

#### Girone di ritorno
| Arbitro: | Canetta (Alessandria) |

|                   |           |  |
| Ottolina 40’, 85’ | Marcatori |  |

| Lecce 9 marzo 1930 19ª giornata | Lecce             | 0 – 0 | Legnano | Stadio Achille Starace\| Arbitro: \| Biagini[2] (Pistoia) \| |
| Arbitro:                        | Biagini (Pistoia) |       |         |                                                              |

| Arbitro: | Corradini (Bologna) |

|                            |           |  |
| Aliatis 5’ Agostinelli 89’ | Marcatori |  |

| Arbitro: | Quilleri (Brescia) |

|                                                        |           |              |
| Bigogno 40’ (aut.) Mattea 50’ Demarchi 57’ (rig.), 72’ | Marcatori | 25’ Ottolina |

| Arbitro: | Beretta (Novi Ligure) |

|                                   |           |                |
| Silgich 28’ Rizzi 42’ Aliatis 87’ | Marcatori | 44’ V. Bonello |

| Arbitro: | Serra (Bologna) |

|             |           |  |
| Aliatis 38’ | Marcatori |  |

| Arbitro: | Beretta (Novi Ligure) |

|                                                      |           |             |
| Viganò 34’ (aut.) Alice 36’ Scategni 76’ Rossini 81’ | Marcatori | 33’ Aliatis |

| Arbitro: | Bonello (Venezia) |

|                       |           |  |
| Cidri 15’ Aliatis 70’ | Marcatori |  |

| Arbitro: | Scorzoni (Bologna) |

|  |           |           |
|  | Marcatori | 36’ Gabba |

| Arbitro: | Beretta (Novi Ligure) |

|                                    |           |  |
| Ottolina 14’ Rizzi 39’ Aliatis 66’ | Marcatori |  |

| Arbitro: | Scarpi (Dolo) |

|           |           |  |
| Gabba 61’ | Marcatori |  |

| Arbitro: | Gonani (Ravenna) |

|  |           |                       |
|  | Marcatori | 30’ (aut.) Milinovich |

| Arbitro: | Bonello (Venezia) |

|                                          |           |           |
| Agostinelli 13’ Cidri 42’, 56’ Gabba 81’ | Marcatori | 83’ Saina |

| Arbitro: | Pessato (Monfalcone) |

|              |           |           |
| Luchetti 15’ | Marcatori | 25’ Rizzi |

| Arbitro: | Ciamberlini (Genova) |

|                |           |             |
| Cidri 25’, 55’ | Marcatori | 89’ Dalfini |

| Arbitro: | Scorzoni (Bologna) |

|  |           |                                              |
|  | Marcatori | 27’ Aliatis 55’ (aut.) G. Giuberti 75’ Gabba |

| Arbitro: | Mastellari (Bologna) |

|             |           |  |
| Bonzani 29’ | Marcatori |  |

## Statistiche

### Statistiche di squadra
| Competizione | Punti | In casa | In casa | In casa | In casa | In casa | In casa | In trasferta | In trasferta | In trasferta | In trasferta | In trasferta | In trasferta | Totale | Totale | Totale | Totale | Totale | Totale | DR  |
| Competizione | Punti | G       | V       | N       | P       | Gf      | Gs      | G            | V            | N            | P            | Gf           | Gs           | G      | V      | N      | P      | Gf     | Gs     | DR  |
| ------------ | ----- | ------- | ------- | ------- | ------- | ------- | ------- | ------------ | ------------ | ------------ | ------------ | ------------ | ------------ | ------ | ------ | ------ | ------ | ------ | ------ | --- |
| Serie B      | 46    | 17      | 14      | 2       | 1       | 39      | 10      | 17           | 5            | 6            | 6            | 17           | 21           | 34     | 19     | 8      | 7      | 56     | 31     | +25 |

### Statistiche dei giocatori
| Giocatore      | Serie B  | Serie B |
| Giocatore      | Presenze | Reti    |
| -------------- | -------- | ------- |
| G. Agostinelli | 12       | 3       |
| S. Aigotti     | 8        | 2       |
| T. Aliatis     | 31       | 15      |
| G. Bellardi    | 31       | 0       |
| G. Bigogno     | 24       | 0       |
| E. Canavesi    | 5        | 1       |
| C. Canziani    | 8        | 0       |
| G. Cidri       | 33       | 7       |
| P. Crespi      | 3        | 0       |
| M. Ferrario    | 2        | 0       |
| E.G. Gabba     | 26       | 7       |
| A. Gerola      | 31       | 1       |
| G. Ottolina    | 24       | 7       |
| E. Pagani      | 31       | 0       |
| V. Rizzi       | 34       | 8       |
| A. Rotondi     | 32       | 0       |
| A. Severi      | 11       | 0       |
| A. Silgich     | 20       | 1       |
| P. Viganò      | 6        | 0       |
| G. Vignati     | 2        | 0       |